# فریتیوف اسونسون
فریتیوف اسونسون (سوئدی: Fritiof Svensson؛ ۲ ژوئن ۱۸۹۶ – ۵ مارس ۱۹۶۱) کشتی‌گیر اهل سوئد بود.
وی در مسابقات کشوری و بین‌المللی در مجموع برندهٔ ۱ مدال طلا، ۱ مدال برنز شده‌است.